# Zagrobla (Łukawiec)
Zagrobla – część wsi Łukawiec w Polsce, położona w województwie podkarpackim, w powiecie lubaczowskim, w gminie Wielkie Oczy.
W latach 1975–1998 Zagrobla należała administracyjnie do województwa przemyskiego.